# Filipe Pedro de Espanha
Filipe Pedro Gabriel de Bourbon (Madrid, 7 de junho de 1712 – Madrid, 29 de dezembro de 1719) foi um infante de Espanha de seu nascimento até sua morte em 1719. Era filho do rei Filipe V e de sua primeira esposa, a princesa Maria Luísa de Saboia. Era irmão mais novo do rei Luís I e irmão mais velho do futuro rei Fernando VI.

## Biografia
Filipe Pedro nasceu na manhã do dia 7 de junho de 1712 no mosteiro real de Escorial, Madrid, três anos após a morte de seu nome irmão mais velho e homônimo, Filipe, que tinha morrido aos dezesseis dias de vida. Filipe Pedro era o terceiro varão e penúltimo filho do rei Filipe V e sua primeira esposa, a princesa Maria Luísa de Saboia.
Pouco depois de um ano, Filipe Pedo ganhou um irmão, o infante Fernando, futuro rei Fernando VI. Filipe Pedro tinha cabelos loiros e olhos azuis, como seus pais. Seu pai e sua mãe eram primos, fazendo Filipe um dos primeiros exemplos de endogamia dentro da família real espanhola. Menos de um ano após o nascimento do infante Fernando, sua mãe estava adoeceu de tuberculose e sucumbiu à doença em 14 de fevereiro de 1714, quatro meses antes do segundo aniversário de Filipe Pedro.
Em 24 de dezembro de 1719 Felipe ficou doente e morreu no dia 29 de dezembro de 1719, com apenas sete anos de idade. Seu pai arranjou seu enterro, sendo enterrado em 30 de dezembro de 1719 na Cripta Real do Mosteiro do Escorial.

## Genealogia
| Filipe Pedro de Espanha | Pai: Filipe V de Espanha   | Avô paterno: Luís, Grande Delfim de França    | Bisavô paterno: Luís XIV de França                 |
| Filipe Pedro de Espanha | Pai: Filipe V de Espanha   | Avô paterno: Luís, Grande Delfim de França    | Bisavó paterna: Maria Teresa de Espanha            |
| Filipe Pedro de Espanha | Pai: Filipe V de Espanha   | Avó paterna: Maria Ana Vitória da Baviera     | Bisavô paterno: Fernando Maria, Eleitor da Baviera |
| Filipe Pedro de Espanha | Pai: Filipe V de Espanha   | Avó paterna: Maria Ana Vitória da Baviera     | Bisavó paterna: Henriqueta Adelaide de Saboia      |
| Filipe Pedro de Espanha | Mãe: Maria Luísa de Saboia | Avô materno: Vítor Amadeu II, Duque de Saboia | Bisavô materno: Carlos Emanuel II, Duque de Saboia |
| Filipe Pedro de Espanha | Mãe: Maria Luísa de Saboia | Avô materno: Vítor Amadeu II, Duque de Saboia | Bisavó materna: Maria Joana Batista de Saboia      |
| Filipe Pedro de Espanha | Mãe: Maria Luísa de Saboia | Avó materna: Ana Maria de Orleães             | Bisavô materno: Filipe I, Duque d'Orleães          |
| Filipe Pedro de Espanha | Mãe: Maria Luísa de Saboia | Avó materna: Ana Maria de Orleães             | Bisavó materna: Henriqueta Ana de Inglaterra       |